# Faustball Pan American Championships 2018
Die 2. Faustball-Pan American Championship der Männer fanden vom 12. bis 14. Oktober in Buenos Aires (Argentinien) statt. Argentinien war erstmals Ausrichter der Faustball Pan American Championships der Männer. Die Brasilianische Nationalmannschaft reiste, nach dem Sieg bei der erstmaligen Austragung in den Vereinigten Staaten, als Titelverteidiger an. Ohne Niederlage setzte sich das Team gegen die Konkurrenz durch und verteidigte damit den Titel. 

## Spielplan
| Donnerstag, 11. Oktober 2018 |       |             |   |           |                              |
| 1                            | 9:30  | Argentinien | – | USA       | 3:0 (15:13, 11:7, 11:9)      |
| 2                            | 9:30  | Brasilien   | – | Chile     | 3:0 (11:3, 11:2, 11:4)       |
| 3                            | 11:30 | Argentinien | – | Chile     | 3:0 (11:7, 11:5, 11:9)       |
| 4                            | 11:30 | Brasilien   | – | USA       | 3:0 (11:8, 11:5, 11:9)       |
| 5                            | 15:00 | Chile       | – | USA       | 3:0 (11:5, 11:4, 12:14)      |
| 6                            | 16:00 | Argentinien | – | Brasilien | 1:3 (5:11, 11:9, 6:11, 9:11) |

| Pl. | Team               | Sp. | Sätze | Pkt. |
| --- | ------------------ | --- | ----- | ---- |
| 1   | Brasilien          | 3   | 9:1   | 6    |
| 2   | Argentinien        | 3   | 7:3   | 4    |
| 3   | Chile              | 3   | 3:6   | 2    |
| 4   | Vereinigte Staaten | 3   | 0:9   | 0    |

## Endergebnis
| Platz | Land               |
| ----- | ------------------ |
| 1.    | Brasilien          |
| 2.    | Argentinien        |
| 3.    | Chile              |
| 4.    | Vereinigte Staaten |